# 南伊場町
南伊場町（みなみいばちょう）は静岡県浜松市中央区の町名。丁番を持たない単独町名である。住居表示実施済。

## 地理
浜松市中央区に位置する。東・北で東伊場、西で西伊場町、南で若林町及び東若林町と接する。

### 学区
- 浜松市立鴨江小学校
- 浜松市立西部中学校

## 歴史

### 沿革
- 1889年（明治22年）4月1日 - 町村制の施行により、敷知郡伊場村が周辺の村と合併し、敷知郡浅場村となる。旧村名は浅場村の大字として残る[WEB 7]。
- 1896年（明治29年）4月1日 - 郡制の施行により、浅場村の所属郡が浜名郡に変更となる。
- 1908年（明治41年）10月1日 – 浅場村大字伊場などが浜松町に編入される[WEB 7]。
- 1911年（明治44年）7月1日 – 浜松町が市制施行し、浜松市となる。
- 1925年（大正14年）5月1日 -  地籍整理により、大字伊場の一部を菅原町・西伊場町・森田町へ割譲する。また、大字伊場及び大字東鴨江の各一部を合わせて西伊場町・東伊場町が新設される[書籍 1]。
- 1966年（昭和41年）2月1日 - 住居表示の実施に伴い、南伊場町が西伊場町と東伊場町の一部から新設される[WEB 8]。
- 2007年（平成19年）4月1日 - 浜松市が政令指定都市となる。南伊場町は中区の一部となる。
- 2022年（令和4年）2月1日 - 住居表示の実施に伴い、中区西伊場町が同区南伊場町及び南区若林町の各一部を編入する[WEB 9]。
- 2024年（令和6年）1月1日 - 浜松市の行政区再編により、南伊場町は中央区の一部となる。

## 施設
- JR東海 浜松工場

## 交通

### バス
- 遠鉄バス20志都呂宇布見線：（浜松駅 方面 - ）伊場遺跡入口 - 西高入口 - 瑞生寺（上りのみ） - JR浜松工場（ - 山崎（志都呂経由）／舞阪駅（イオンモール浜松志都呂経由）方面）

### 道路
- 静岡県道62号浜松雄踏線（雄踏バイパス）

## その他

### 警察
警察の管轄区域は以下の通りである。
| 番・番地等 | 警察署         | 交番・駐在所 |
| ---------- | -------------- | ------------ |
| 全域       | 浜松中央警察署 | 東伊場交番   |

### 消防
消防の管轄区域は以下の通りである。
| 番・番地等 | 消防署   | 本署/出張所 |
| ---------- | -------- | ----------- |
| 全域       | 中消防署 | 鴨江出張所  |

### 書籍
1. ↑  『浜松市史 三』浜松市役所、1980年3月26日、354,356頁。

### WEB
1. ↑  “h02_22.csv”.   総務省 (2022年2月10日). 2024年10月2日閲覧。
2. ↑  “chuouku_menseki.xlsx”.   浜松市 (2024年3月12日). 2024年10月2日閲覧。
3. ↑  “静岡県 浜松市中央区 南伊場町の郵便番号 - 日本郵便”.   日本郵便. 2025年2月15日閲覧。
4. ↑  “市外局番の一覧”.   総務省 (2022年3月1日). 2024年10月2日閲覧。
5. ↑  “事業所案内及び管轄地域（事務所3件、分室3件）”.   一般社団法人静岡県自動車会議所. 2024年10月2日閲覧。
6. ↑  “zissizennzi.pdf”.   浜松市 (2024年1月4日). 2024年6月13日閲覧。
7. 1 2  “historyofcities.pdf”.   静岡県総務部合併推進室・財団法人静岡県市町村振興協会. 2024年9月19日閲覧。
8. ↑  “zissizennzi.pdf”.   浜松市. 2024年8月8日閲覧。
9. ↑  “中区西伊場町、南伊場町及び南区若林町における町の区域の変更等について／浜松市”.   浜松市 (2024年1月4日). 2024年8月8日閲覧。
10. ↑  “東伊場交番｜静岡県警察”.   静岡県警察 (2024年1月1日). 2024年6月17日閲覧。
11. ↑  “消防署の町別管轄「み」／浜松市”.   浜松市 (2024年3月21日). 2024年6月17日閲覧。